# Friedhof Hassels
Der Friedhof Hassels ist ein Friedhof im Düsseldorfer Stadtteil Hassels. Er verfügt über ein Gelände von 7,25 Hektar. Die erste Beerdigung fand am 20. Juli 1920 statt. Zu dieser Zeit war er der Gemeindefriedhof von Benrath, das zu dieser Zeit noch eine eigenständige Gemeinde war, bis es schließlich 1920 zu Düsseldorf eingemeindet wurde. Kennzeichnend für den Hasseler Friedhof ist der reiche Baumbestand. Markant sind die mit Linden bepflanzte Hauptachse und eine Birkenallee. Im alten Teil der Anlage wurde im Laufe der 1950er-Jahre ein Ehrenfriedhof für deutsche Soldaten und Bombenopfer angelegt. Er verfügt über ein Ehrenmal aus Eifeler Lavatuff. Anno 1940 wurde die heute unter Denkmalschutz stehende Kapelle mitsamt Nebengebäuden errichtet. 1965 wurde der Friedhof aufgrund von vollständiger Auslastung um das von der Stadt Düsseldorf gekaufte Gelände eines benachbarten Bauernhofs erweitert.